# Hypoponera ludovicae
Hypoponera ludovicae es una especie de hormiga del género Hypoponera, subfamilia Ponerinae. 

## Distribución
Esta especie se encuentra en Comoras, Madagascar, Mauricio y La Reunión.